# Daytona Beach Challenger 1996
Il Daytona Beach Challenger 1996 è stato un torneo di tennis facente parte della categoria ATP Challenger Series nell'ambito dell'ATP Challenger Series 1996. Il torneo si è giocato a Daytona Beach negli Stati Uniti dal 2 all'8 dicembre 1996 su campi in cemento.

## Vincitori

### Singolare
Andrej Čerkasov ha battuto in finale  Tommy Haas con il punteggio di 7–6, 3–6, 7–5

### Doppio
Justin Gimelstob /  Jeff Salzenstein hanno battuto in finale  Chad Clark /  Mark Merklein con il punteggio di 7–6, 3–6, 7–5